# Wydział Lingwistyki Stosowanej Uniwersytetu Warszawskiego
Wydział Lingwistyki Stosowanej Uniwersytetu Warszawskiego (WLS UW) – jeden z 25 wydziałów Uniwersytetu Warszawskiego.

## Historia
Wydział powstał w roku 1975, na podstawie rozporządzenia ówczesnego Ministra Nauki, Szkolnictwa Wyższego i Techniki. Pod obecną nazwą Wydział funkcjonuje od 2009 roku.

## Kierunki kształcenia
Dostępne kierunki
- Applied Multilingual and Multicultural Studies (studia II stopnia)
- Filologia białoruska z językiem angielskim (studia I i II stopnia)
- Filologia rosyjska (studia I i II stopnia)
- International Legal Communication (studia II stopnia)
- Kulturoznawstwo Europy Środkowo-Wschodniej (studia I i II stopnia)
- Language Science and Technology (studia II stopnia)
- Lingwistyka stosowana (studia I i II stopnia)
- Ukrainistyka z językiem angielskim (studia I i II stopnia)

## Władze Wydziału
W kadencji 2020–2024:
| Stanowisko                     | Imię i nazwisko                                        |
| ------------------------------ | ------------------------------------------------------ |
| Dziekan                        | dr hab. Agnieszka Andrychowicz-Trojanowska, prof. ucz. |
| Prodziekan ds. Naukowych       | dr hab. Iryna Kononenko, prof. ucz.                    |
| Prodziekan ds. Organizacyjnych | dr hab. Radosław Kaleta, prof. ucz.                    |
| Prodziekan ds. Studenckich     | dr Olga Lesicka                                        |

## Struktura organizacyjna

### Instytut Komunikacji Specjalistycznej i Interkulturowej
Dyrektor: dr hab. Agnieszka Andrychowicz-Trojanowska
- Zakład Interdyscyplinarnych Badań nad Językiem i Komunikacją
- Zakład Międzynarodowej Komunikacji Prawniczej
- Zakład Kulturologii
- Zakład Pragmalingwistyki Interkulturowej i Komunikacji Multimodalnej
- Zakład Leksykologii i Leksykografii Specjalistycznej
- Zakład Literaturoznawstwa i Badań Interkulturowych
- Zakład Teorii Języków i Akwizycji Językowej
- Zakład Translatoryki
- Pracownia Badań Komunikacji w Awiacji
- Pracownia Technologii Informatycznych Translatoryki i Komunikacji Specjalistycznej

### Instytut Lingwistyki Stosowanej
Dyrektor: dr hab. Anna Jopek-Bosiacka
- Zakład Badań nad Dyskursem
- Zakład Badań nad Przekładem Pisemnym
- Zakład Badań nad Przekładem Ustnym i Audiowizualnym
- Zakład Badań nad Przyswajaniem Języka
- Zakład Badań nad Komunikacją Literacką
- Zakład Semiotyki
- Pracownia Japońskiego Językoznawstwa Stosowanego
- Pracownia Neurolingwistyczna
- Zespół badawczy AVT Lab
- Zespół badawczy EUMultiLingua
- Zespół badawczy Writing
- Zespół Badań Skandynawistycznych
- Zespół Badań nad Przekładem Literackim

### Katedry
| Katedra                                                     | Kierownik                             |
| ----------------------------------------------------------- | ------------------------------------- |
| Katedra Białorutenistyki                                    | dr hab. Radosław Kaleta               |
| Katedra Rusycystyki                                         | dr hab. Grażyna Mańkowska             |
| Katedra Studiów Interkulturowych Europy Środkowo-Wschodniej | prof. dr hab. Joanna Getka            |
| Katedra Ukrainistyki                                        | p.o. dr Katarzyna Jakubowska-Krawczyk |

## Galeria

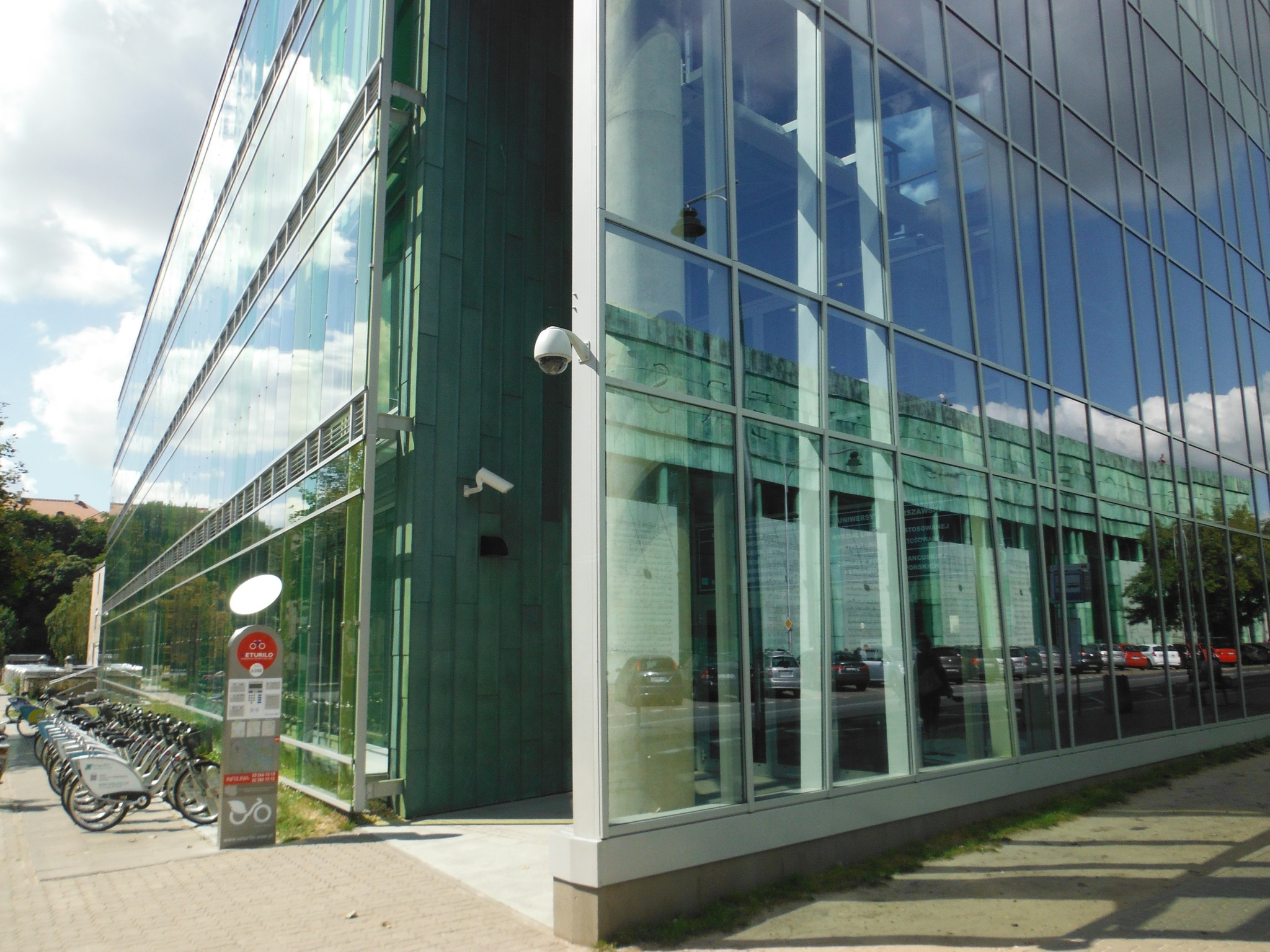
Gmach WLS UW przy ul. Dobrej 55
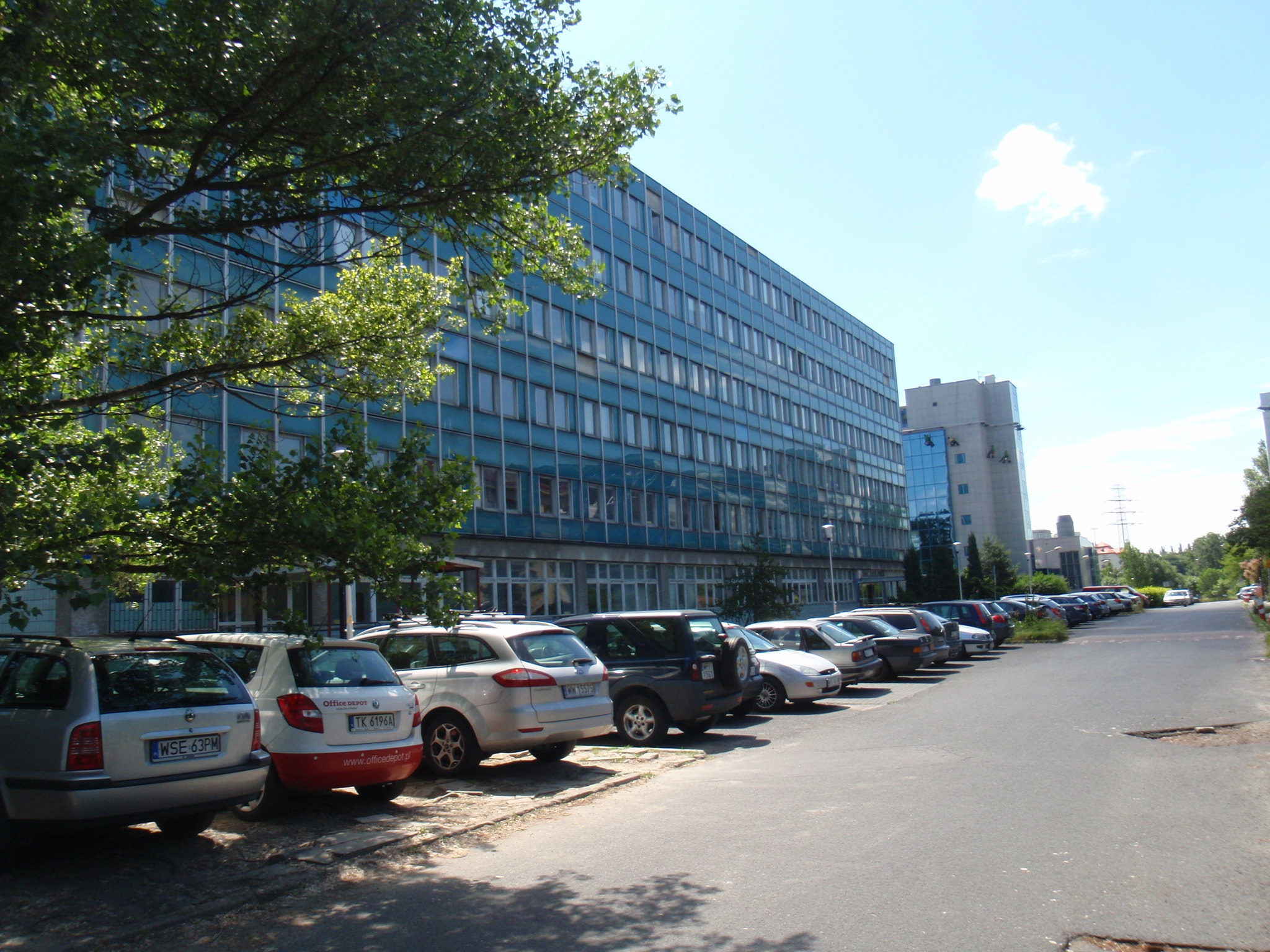
Siedziba Wydziału Lingwistyki Stosowanej przy ul. Szturmowej 4